# Eneruo
Eneruo är en holme i Marshallöarna.   Den ligger i kommunen Kwajalein, i den västra delen av Marshallöarna, 500 km nordväst om huvudstaden Majuro. Eneruo ligger 11 meter över havet.
Terrängen på Eneruo är varierad.